# Енгорбойское сельское поселение
Се́льское поселе́ние «Енгорбойское» (бур. Ёнгорбойн һомон) — муниципальное образование в Закаменском районе Бурятии Российской Федерации.
Административный центр — улус Енгорбой.

## История
Статус и границы сельского поселения установлены Законом Республики Бурятия от 31 декабря 2004 года № 985-III «Об установлении границ, образовании и наделении статусом муниципальных образований в Республике Бурятия»

## Население
| 2002 | 2011 | 2012 | 2013 | 2014 | 2015 | 2016 |
| ---- | ---- | ---- | ---- | ---- | ---- | ---- |
| 674  | ↗733 | ↘729 | ↗740 | ↘716 | ↘705 | ↘675 |
| 2017 | 2018 | 2019 | 2020 | 2021 | 2023 | 2024 |
| ↘673 | ↘650 | ↘626 | ↘594 | ↘537 | ↘519 | ↘509 |

## Состав сельского поселения
| № | Населённый пункт | Тип населённого пункта       | Население |
| - | ---------------- | ---------------------------- | --------- |
| 1 | Енгорбой         | улус, административный центр | ↘509      |